# Larva (Jaén)
Larva es una localidad y municipio español de la provincia de Jaén, en la comunidad autónoma de Andalucía. Enclavado en la comarca de Sierra Mágina, tiene una población de 436 habitantes (INE 2024). Limita con los municipios de Quesada y Cabra del Santo Cristo. La población de Larva se encuentra a los pies de la sierra del mismo nombre.

## Topónimo
En al-Ándalus se identificaba este lugar con  Ullaraua, que refiere a al'arbiea en árabe, que significa miércoles, y al cuarto día en cabilio. Hace alusión al "mercado de los miércoles", como sucede con las poblaciones de El Arbaa de Taurt (Marruecos) o Larbaâ (Argelia). La localización de Larva en una llanura, y cerca de la vía que unía el Alto Guadalquivir con Levante, podría corresponderse con el lugar en el que se celebraba dicho mercado.
En textos anteriores aparece también como Larba.

## Marco geográfico

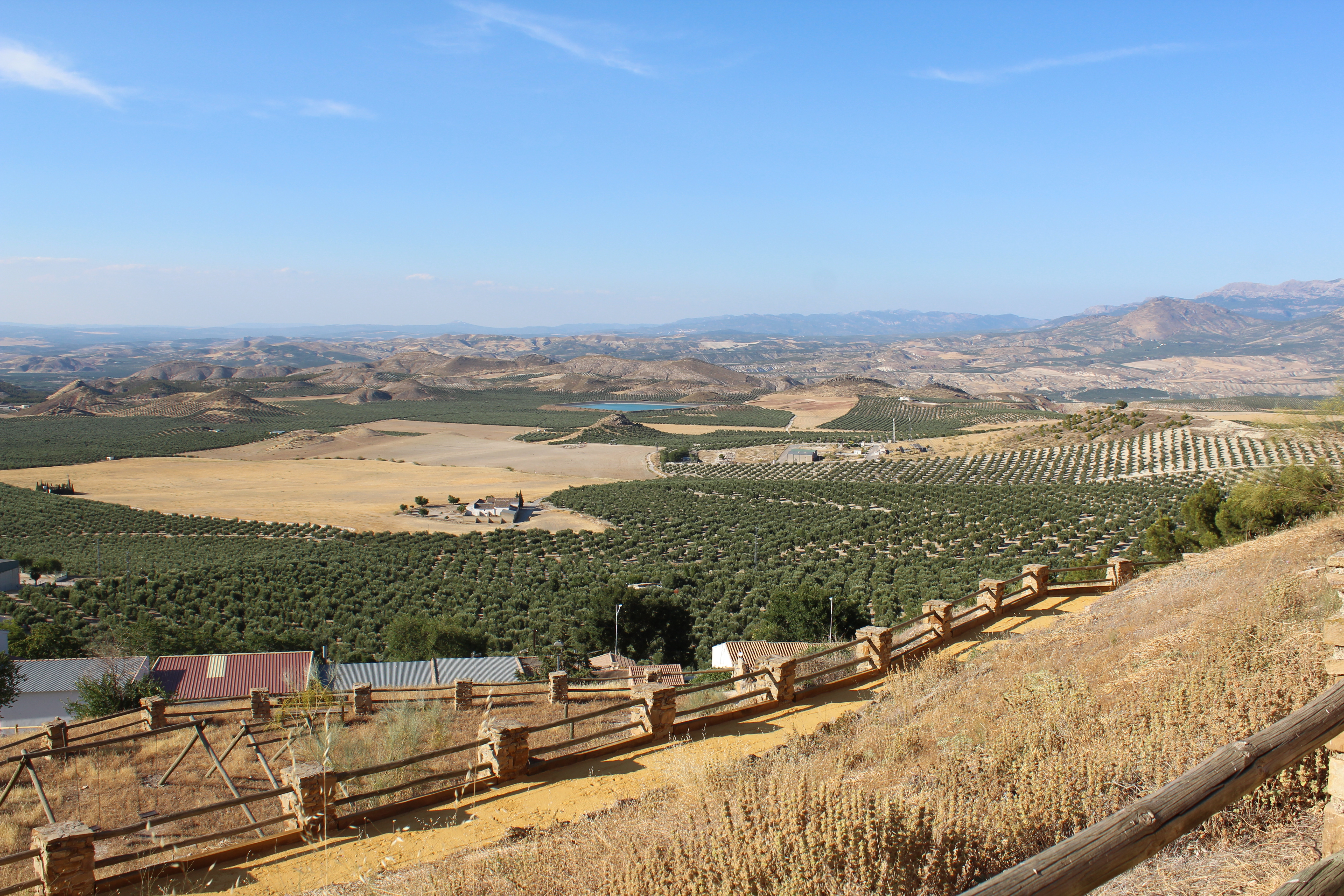
Campos de Larva.

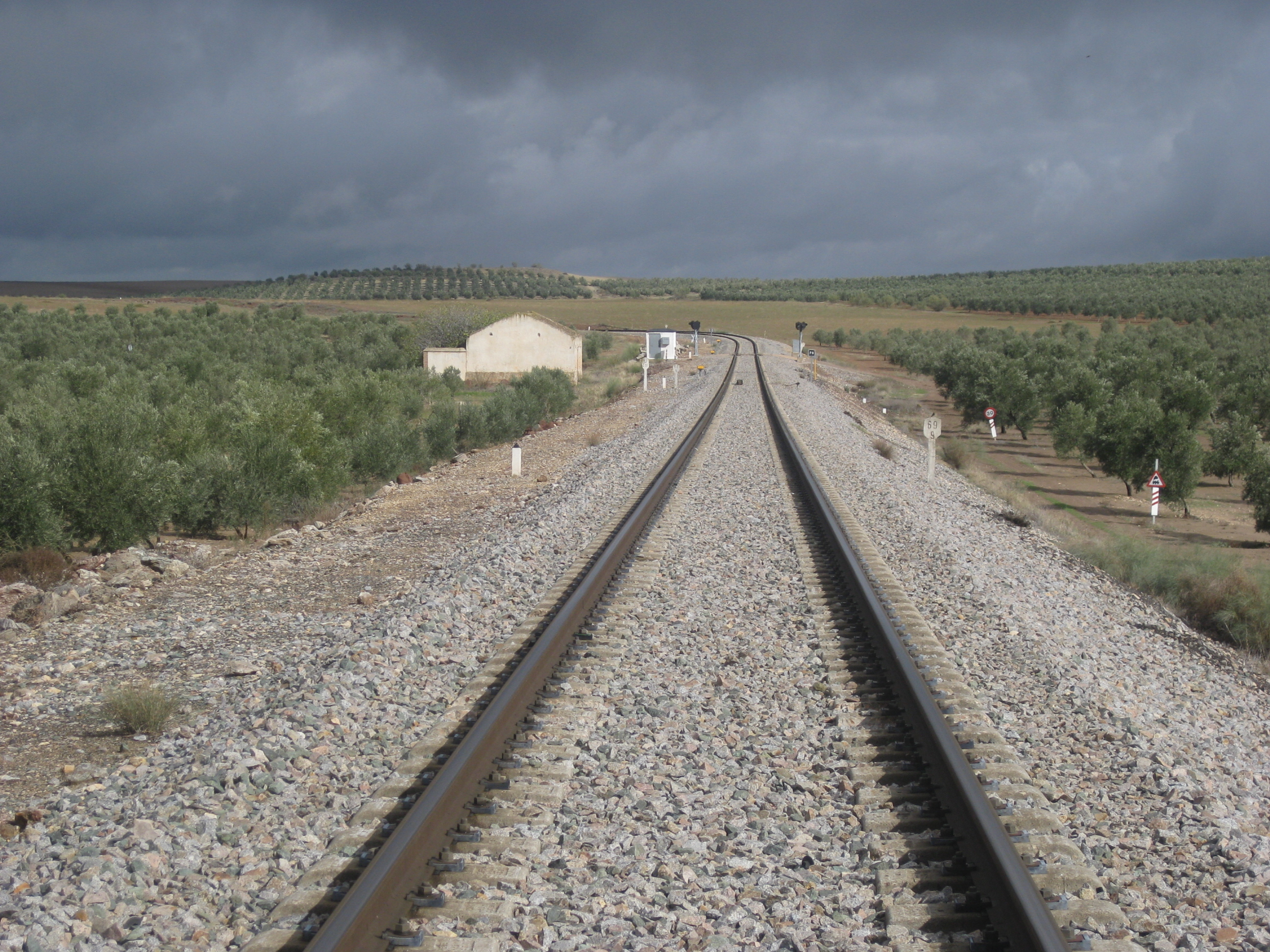
Vía férrea en las inmediaciones de la estación de Larva.

Pequeño municipio del este de la comarca de Sierra Mágina a 87 km de la capital, que se localiza ocupando un territorio en pendiente en dirección hacia el río Guadiana Menor. La pluviometría es escasa, propiciando una vegetación esteparia y una erosión muy fuerte, que ha dado lugar a grandes barrancos y torrenteras que conforman un paisaje semidesértico.
Más de la mitad del término municipal de Larva está dedicado a pastizales, tomillares y espartizales, siendo muy pequeño el número de especies arbóreas forestales, en ocasiones fruto de la repoblación. Paisajes muy apropiados para la realización de senderismo y otros deportes de aventura. Casi todas las tierras labradas se dedicaron a la producción de cereales (cebada y trigo), aunque hoy en día predomina el olivar. 
El relieve de Larva contrasta entre la parte norte y la sur. El norte posee un relieve suave, con cotas de 600 metros, destacando los cerros del Chorrillo y el Moro, en el límite con Quesada. Aquí abundan los barrancos que originan un relieve acarcavado. Al sur está la sierra de Larva, de relieve abrupto y pronunciadas pendientes, con el cerro de los Picones, de 1144 metros, como su máxima altura.
Su vegetación es la propia de una zona esteparia, fruto del abandono de los campos de cultivo en la que se han desarrollado el esparto, que tradicionalmente ha sido utilizado en la artesanía, y la atocha. También son frecuentes los albardinales, el lentisco, la retama, el romero y el cenizo. Junto al Guadiana Menor se desarrolla una vegetación de ribera con tareis, adelfas y cañas.

## Historia

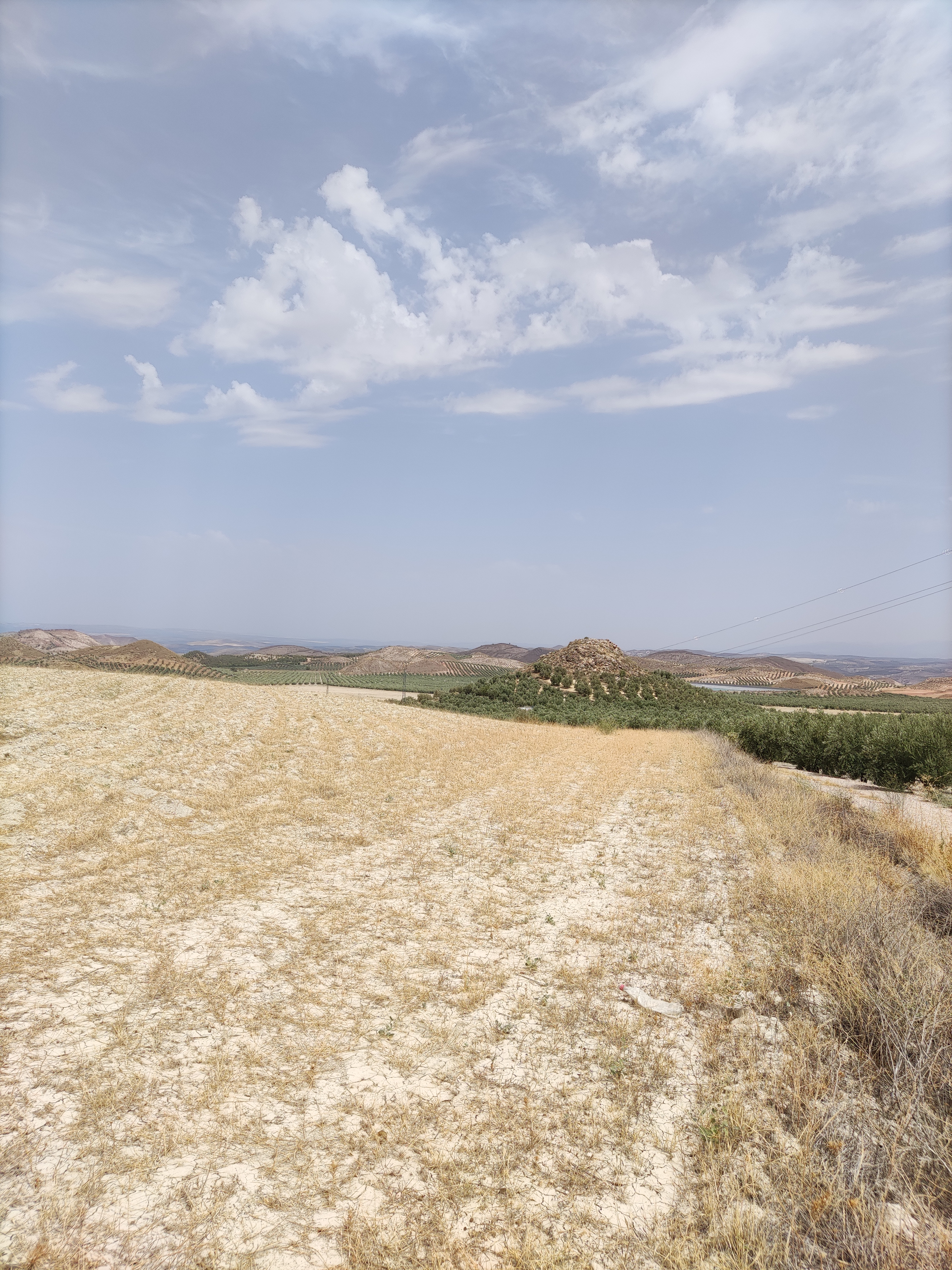
Fortaleza ciclópea de Larva o Torre el Castellón, siglos a

Las tierras de Larva están pobladas desde la prehistoria más antigua, un poblamiento ayudado por su localización cerca del Guadiana Menor, importante vía de comunicación que unía el Alto Guadalquivir, las depresiones interiores de Baza y Guadix y Levante.
A un kilómetro del casco urbano se encuentra el asentamiento ibérico de Cerro de Castellón, fechado entre el II y el I a. C.. Se trata de un recinto rectangular, fortificado, situado en la parte superior de un cerro amesetado en medio del llano, que continuó ocupado en época romana. Se conservan parte de las murallas de sillares y, en su interior, un gran aljibe.
Muy cerca de este emplazamiento se encuentra el castillo-refugio del Tejar de los Moros, por lo que lo más probable es que Larva fuese una pequeña alquería dependiente de este asentamiento. El Tejar de los Moros es una fortificación situada sobre una cima amesetada. El recinto, de planta poligonal y paredes de tapial y mampostería, está dividido en dos espacios: el inferior parece que se dedicó al refugio de los animales; mientras que el superior, identificado como el castillo, serviría para refugio de la población de las alquerías vecinas.
Cuando Alfonso X conquistó Larva, permitió que parte de la población árabe de Cabra se refugiase en esta zona, lo que retrasó la ocupación de la localidad por pobladores cristianos.
Desde el siglo XIII, Larva estuvo en la frontera castellana-nazarí, jugando un papel importante en el control de las revueltas, que a través del Guadiana Menor, llevaban a cabo tanto los musulmanes como los cristianos, asentados estos últimos en tierras del Adelantamiento de Cazorla.

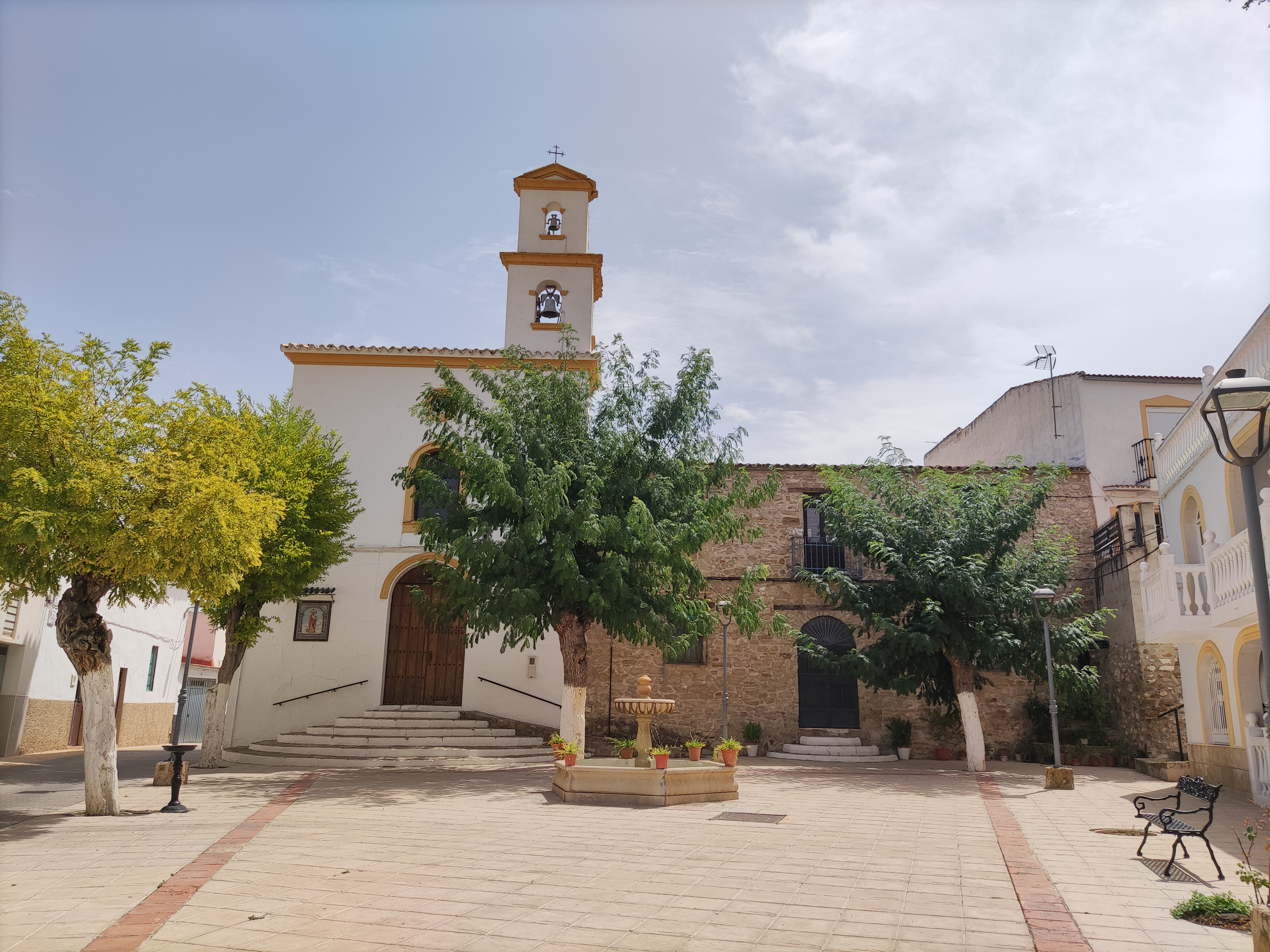
Iglesia de San Pedro Apóstol, del

De acuerdo con el Diccionario Geográfico de Madoz, la aldea de Larva se emancipó de Quesada para unirse a Cabra del Santo Cristo en 1842. A mediados del siglo XIX contaba con 37 casas y 50 cuevas, y con los cortijos de San Pedro de los Pozos y Fuente de las Ollas. Los principales cultivos eran trigo, cebada y esparto con el que se comerciaba crudo o cocido. De 1899 data la inauguración de la estación de Larva dentro de la línea Linares-Almería, ideada principalmente para el tráfico de mercancías entre la zona minera de Linares-La Carolina y el puerto de Almería. Para salvar el barranco del arroyo Salado se levantó un puente metálico según el proyecto del ingeniero José Olano, que superó los registros nacionales en cuanto a altura y luz de sus tres tramos, con un total de 318 metros de largo y 109 de alto, que actualmente se localiza en el término municipal de Cabra del Santo Cristo.
Las gestiones para constituirse como municipio independiente comenzaron en 1924 y en 1925 obtuvo el rango de Entidad Local Menor. Finalmente, se le concedió la municipalidad el 1 de julio de 1936. Después de la Guerra Civil, la población se recupera progresivamente alcanzando la cifra de 1552 habitantes en 1940, siendo su máximo los 2061 de 1950. Durante el último tercio del siglo XX se produjo el éxodo rural a otras regiones de España y del resto de Europa. 

## Geografía humana

### Demografía
Cuenta con una población de 436 habitantes (INE 2024).
| Gráfica de evolución demográfica de Larva entre 1940 y 2021 |
| |
| Población de derecho según los censos de población del INE Población de hecho según los censos de población del INEEntre el censo de 1940 y el anterior, aparece este municipio porque se segrega del municipio 23017 (Cabra de Santo Cristo) |

## Organización político-administrativa

### Elecciones municipales
| Elecciones municipales desde 1979                      |      |      |      |      |      |      |      |      |      |      |      |      |
|                                                        | 1979 | 1983 | 1987 | 1991 | 1995 | 1999 | 2003 | 2007 | 2011 | 2015 | 2019 | 2023 |
| PSOE                                                   | 4    | 4    | 5    | 2    | 3    | 2    | 3    | 3    | 4    | 5    | 5    | 5    |
| AP/PP                                                  | -    | 3    | 2    | 3    | 4    | 5    | 4    | 3    | 2    | 2    | 2    | 2    |
| IU                                                     | -    | -    | -    | -    | -    | -    | -    | 1    | -    | -    | -    | -    |
| CIL                                                    | 3    | -    | -    | 2    | -    | -    | -    | -    | -    | -    | -    | -    |
| UCD                                                    | 2    | -    | -    | -    | -    | -    | -    | -    | -    | -    | -    | -    |
| ORT                                                    | 0    | -    | -    | -    | -    | -    | -    | -    | -    | -    | -    | -    |
| PA                                                     | -    | -    | -    | -    | -    | -    | -    | -    | 1    | -    | -    | -    |
| En negrilla el partido más votado                      |      |      |      |      |      |      |      |      |      |      |      |      |
| Fuente: Datos de las elecciones municipales desde 1979 |      |      |      |      |      |      |      |      |      |      |      |      |

### Alcaldía
| Periodo   | Nombre                           | Partido                           |
| --------- | -------------------------------- | --------------------------------- |
| 1979-1983 | Jacinto López Díaz               | CIL                               |
| 1983-1987 | Francisco López López            |                                   |
| 1987-1991 | Francisco López López            |                                   |
| 1991-1995 | Higinio Paterna de la Torre      | Logo del PP desde 1989 hasta 1993 |
| 1995-1999 | Higinio Paterna de la Torre      | Logo del PP desde 1993 hasta 2001 |
| 1999-2003 | Higinio Paterna de la Torre      | Logo del PP desde 1993 hasta 2001 |
| 2003-2007 | Manuela López Robledillo         |                                   |
| 2007-2011 | Eva Rocío Bueno López            |                                   |
| 2011-2015 | María de los Ángeles Leiva López |                                   |
| 2015-2019 | María de los Ángeles Leiva López |                                   |
| 2019-2023 | María de los Ángeles Leiva López |                                   |
| 2023-act. | María de los Ángeles Leiva López |                                   |

## Patrimonio Histórico
Larva posee un interesante, aunque escaso patrimonio histórico, y destacan:
- Cerro Castellón: asentamiento ibero-romano del siglo II-I a. C. situado aproximadamente a un kilómetro al noroeste de la localidad.
- El Tejar de los moros: asentamiento medieval a escasa distancia del núcleo urbano.
- Iglesia parroquial de San Pedro Apóstol, construida a finales del siglo XVIII, en la que se venera a la patrona, Nuestra Señora de los Dolores. Presenta una estructura sencilla y a la vez sobria tanto en el exterior como en el interior.
- El Ayuntamiento, cuya fachada alberga un reloj y una campana, según el modelo de casas consistoriales de la colonización ilustrada.
- El Museo de Artes y Costumbres Populares, donde podremos conocer todo género de enseres e instrumentos tradicionales entre los que destacan los aperos de labranza, y de matanza.

## Fiestas
El visitante de esta localidad puede disfrutar de dos ciclos festivos. 
El más extenso de los dos son las festividades relacionadas con el fuego. Por Santa Lucía (13 de diciembre) se encienden hogueras en la víspera (aunque también se suelen encender el mismo día), en torno a las cuales se come, canta y baila hasta altas horas de la madrugada. San Antón (17 de enero) se celebra con hogueras, en cuyas ascuas se asa el chorizo de las recientes matanzas. La festividad de La Candelaria (2 de febrero) es tradición, junto con las hogueras que se mantienen hasta el siguiente día de San Blas, que los niños acudan a misa con cestos adornados con romero y cintas de colores llevando roscos y en algún caso una paloma.
El siguiente ciclo es el de las grandes festividades y ferias, que comienza con la celebración de San Marcos (25 de abril), copatrón de la localidad, en cuyo honor se celebran tres días de actos festivos y religiosos, en los que las imágenes de San Marcos y Nuestra Señora de los Dolores procesionan por la localidad. La imagen de San Marcos procesiona el día 25, y la de la Virgen de los Dolores lo hace el día 26, conmemorando así el día de su coronación, que fue el 26 de abril de 1962. El ciclo festivo se cierra con la Feria, que tiene lugar a principios de agosto, dedicadas a San Pedro, en las que el baile, las casetas y los actos religiosos se prolongan durante varios días. Todo acompañado por numerosos cohetes en honor al santo.
Aunque la festividad de San Pedro se conmemora el 29 de junio, dicen las gentes del lugar que la conmemoración de las fiestas tuvo que trasladarse al primer fin de semana de agosto porque el riesgo de incendio que había al tirar los cohetes de la procesión; finales de junio es la época en la que se recoge el pasto seco con el que se alimentaba a los animales, y se evitó el peligro. 

## Gastronomía
Entre la gastronomía local, que forma parte del patrimonio cultural de la localidad, cabe destacar que los platos típicos de Larva están derivados de la matanza, como los exquisitos chorizos o el lomo adobado. Destacan también los andrajos acompañados con liebre, conejo o con arenques. En verano son típicos las gachas con pimientos asados, el gazpacho y las gachas con caldo. En Semana Santa y Navidad es típico degustar el potaje de bacalo. Las gachas dulces con tostones son propias de la festividad de Todos los Santos. Por otra parte es destacable la repostería como las empanadillas caseras, los mantecados tontos, las flores (fina masa frita con molde), los roscos de sartén, los borrachuelos, las orejitas de fraile y los soplillos (finos bizcochos semejantes a las bizcotelas).
En Larva ha llegado a haber hasta cuatro hornos, pero la despoblación y la poca rentabilidad hicieron que se cerraran. Pueblos como Cabra del Santo Cristo o Peal de Becerro son los que surten al municipio de pan. 